# HD161841
HD161841 — хімічно пекулярна зоря спектрального класу B9, що має видиму зоряну величину в смузі V приблизно  7,5.
Вона  розташована на відстані близько 2588,5 світлових років від Сонця.

## Фізичні характеристики
Телескоп Гіппаркос зареєстрував фотометричну змінність  даної зорі з періодом    3,21 доби в межах від  Hmin= 7,57 до  Hmax= 7,51.

## Пекулярний хімічний склад
Зоряна атмосфера HD161841 має підвищений вміст 
Si
.